# رابرت وادلو
رابرت پرشینگ وادلو (به انگلیسی: Robert Pershing Wadlow) (زادهٔ ۲۲ فوریهٔ ۱۹۱۸ – درگذشتهٔ ۱۵ ژوئیهٔ ۱۹۴۰) بلندقدترین انسان تاریخ با قد ثبت و تأیید شده در تاریخ مکتوب است. در زمان خود به او لقب غول آلتون یا غول ایلینوی داده شده بود، زیرا او اهل شهر کوچک آلتون در ایالت ایلینوی آمریکا بود.
رابرت وادلو به ۲/۷۲ متر قد و ۲۲۲٫۷۱ کیلوگرم وزن رسید. و تا هنگام مرگش رشد او همچنان ادامه داشت. رشد بیش از اندازهٔ او به‌خاطر هایپرتروفی در غدهٔ هیپوفیز او بود که این موضوع باعث ترشح بیش از اندازهٔ هورمون رشد در بدن او شده بود.
او در سن ۲۲ سالگی و در خواب درگذشت و در آن زمان ۱۹۹ کیلوگرم وزن داشت. در حدود ۴۰ هزار نفر در تشییع جنازهٔ او شرکت کردند و از سال ۱۹۷۵ تندیسی به اندازهٔ واقعی بدن او، در برابر ساختمان مدرسهٔ عالی دندان‌پزشکی ادواردزویل دانشگاه ایلینوی جنوبی برپا شده‌است.

## زندگی‌نامه

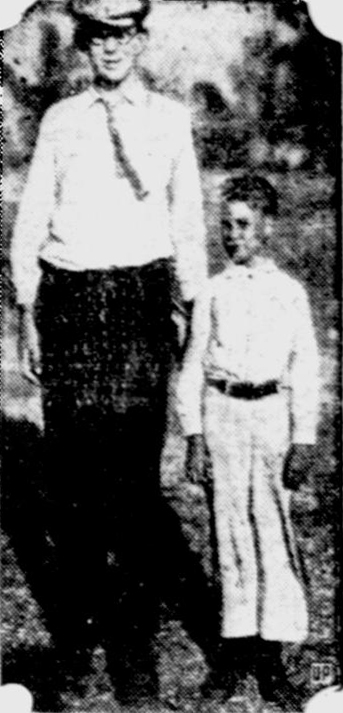
رابرت در ۱۰ سالگی (سمت چپ)

رابرت در ۲۲ فوریهٔ ۱۹۱۸ در آلتون، ایلینوی زاده شد. او پنجمین فرزند خانواده بود و قد او در سن ۸ سالگی، از پدر خود بلندتر شد و در هنگام تحصیل در دبستان، نیمکتی اختصاصی برای او تهیه شد. در هنگام فارغ‌التحصیلی از دبیرستان در ۱۹۳۶ قد او ۲۵۴ سانتی‌متر بود. او برای تحصیل در رشتهٔ حقوق، وارد کالج شورت‌لف شد.
رابرت وادلو برای راه رفتن، دچار مشکل بود و پاهای او تا حدودی بی‌حس بودند و او برای راه رفتن، نیاز به اُرتِز داشت اما هرگز از ویلچر استفاده نکرد. او در سال ۱۹۳۶ به سیرک برادران رینگلینگ در مدیسن اسکوئر گاردن پیوست و تبدیل به یک سلبریتی شد اما از پوشیدن کلاه و لباس‌های مخصوص سیرک خودداری می‌کرد و دوست نداشت به‌صورت یک انسان عجیب‌الخلقه به نمایش گذاشته شود. رابرت در ۱۹۳۸ به کمپین‌های تبلیغاتی یک شرکت تولید کفش که سازندهٔ کفش‌های خود بود پیوست. در این دوران، او دارای توانایی بدنی بسیار بالایی بود.

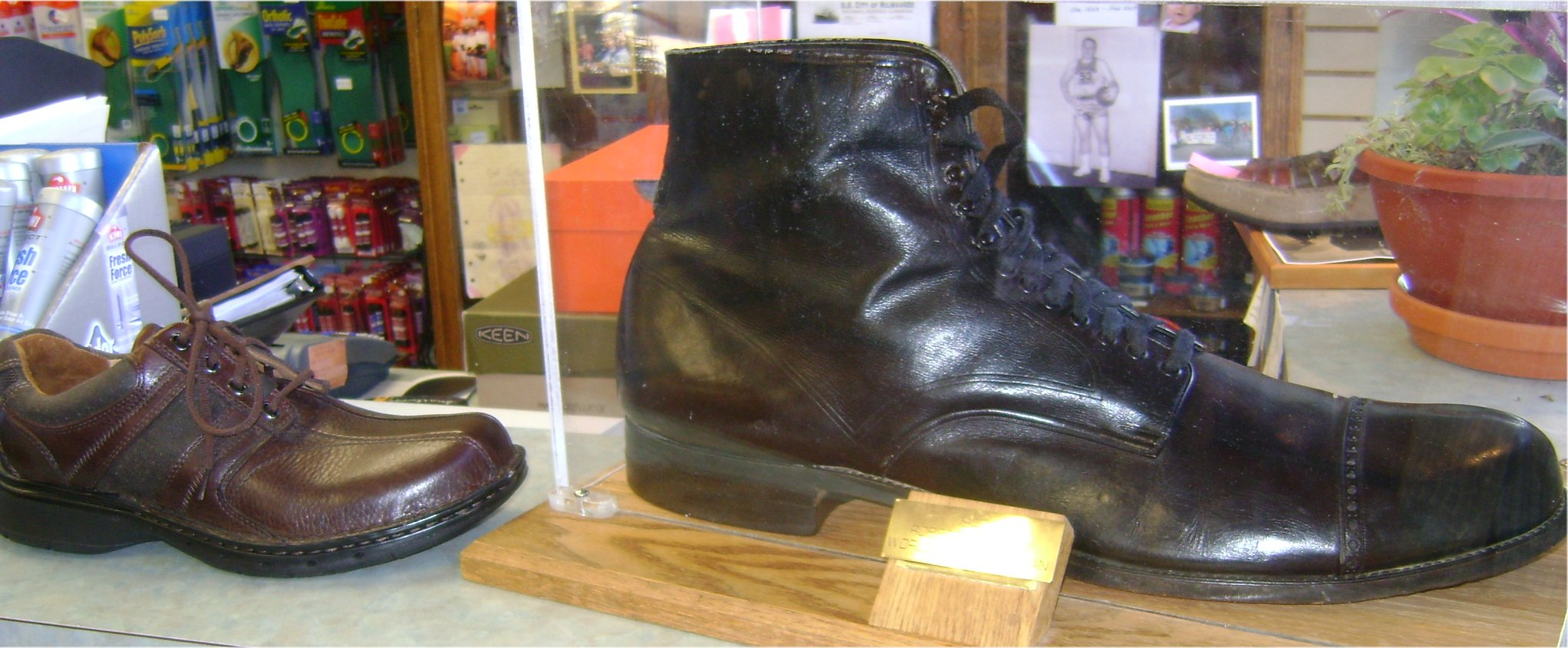
کفش رابرت با سایزبندی آمریکایی ۱۸، در مقایسه با یک کفش سایز 12

رابرت وادلو یک فراماسون در سطح بالا بود.
قد رابرت، حدود یک سال پیش از مرگ او در ۱۹۳۹ از قد جان روگان بلندتر شد. پزشکان، قد او را ۲۷۲ سانتی‌متر اعلام کردند و او بلندقدترین انسان با قد ثبت شده در تاریخ، لقب گرفت.

## بیماری و درگذشت
رابرت وادلو در ۴ ژوئیه ۱۹۴۰ و در هنگام یک اجرای عمومی، از ناحیهٔ مچ پا آسیب دید و این آسیب باعث انتشار نوعی عفونت در بدن او شد. پزشکان با انجام جراحی و انتقال خون به درمان او پرداختند اما وضعیت سلامتی او بدتر و بدتر شد. رابرت سرانجام بر اثر عوارض یک بیماری خودایمنی، در ۱۵ ژوئیه همان سال، در هنگام خواب درگذشت.
تابوت او ۳٫۲۸ متر طول، ۸۱ سانتی‌متر عرض و بیش از ۴۵۰ کیلوگرم وزن داشت و حمل آن، با کمک ۲۰ نفر انجام گرفت و او در زادگاه خود به خاک سپرده شد. پس از مرگ رابرت، در سال ۱۹۸۶، تندیسی با ابعاد واقعی او در مقابل موزهٔ شهر آلتون نصب شد.
در سال ۲۰۰۵ سوفیان استیونز، خواننده و ترانه‌سرا، اثری با عنوان بلندقدترین مرد، فراخ‌ترین شانه‌ها، در اشاره به رابرت وادلو تهیه و منتشر کرد.